# Kim Seon-wu
Kim Seon-wu es una poetisa feminista coreana.

## Biografía
Kim Seon-wu nació en 1970 en Gangneung, provincia de Gangwon, y es considerada parte de la nueva ola feminista en la poesía coreana. Kim también es conocida internacionalmente. Ha sido poeta residente en el Centro de Nueva Zelanda de Traducción Literaria de la Universidad Victoria en Wellington en septiembre y octubre de 2013.

## Obra
Según la poeta Na Hui-deok, la poesía de Kim Seon-wu esta llena de "una tímida pero intensa sensualidad reminiscente del rocío de los pétalos de las flores" y "su feminidad emana en abundancia como el fluido embrionario". "Las mujeres en su poesía son embriones, madres y esposas, todo a la vez". La imagen de la mujer como personas generosas, que dan la vida y la abrazan, domina su primer volumen de poesía Si mi lengua rechaza estar atrapada en la boca. La celebración del cuerpo femenino es a menudo acompañada de la repugnancia por la opresión masculina. En este poema, la poeta visualiza el deseo femenino de libertad de la opresión masculina en una serie de inquietantes simbolismos como una calavera de un bebé colgada del cuello de su madre y un ramo de camelias sin cabeza. La protagonista se ve obligada a coser trozos de una nueva piel en un monstruo que cada vez se vuelve más y más grande. Su intento de matarlo fracasa porque su "lengua está encerrada en su boca".
Su segundo volumen de poesía Dormir bajo las flores del melocotonero muestra la fuerza de la naturaleza en su estado primitivo a través del cuerpo de la mujer y sus características reproductivas únicas. En Una montaña baldía es la sensualidad y el deseo sexual de la mujer lo que encuentra su expresión en la naturaleza.

## Obras en coreano (lista parcial)
- Si mi lengua rechaza estar atrapada en la boca (2000)
- Dormir bajo las flores del melocotonero (2003)